# Río del Sol
Río del Sol är en ort i Mexiko.   Den ligger i kommunen Santo Domingo Petapa och delstaten Oaxaca, i den sydöstra delen av landet, 500 km sydost om huvudstaden Mexico City. Río del Sol ligger 490 meter över havet och antalet invånare är 356.
Terrängen runt Río del Sol är lite kuperad. Runt Río del Sol är det ganska glesbefolkat, med 26 invånare per kvadratkilometer. Närmaste större samhälle är San Juan Guichicovi, 15,1 km öster om Río del Sol. I omgivningarna runt Río del Sol växer i huvudsak städsegrön lövskog.